# 池元蓮
池元蓮（1940年—）是居住在丹麥的華人女作家。

## 生平
池元蓮1940年出生於香港，祖籍廣東，童年時在廣州居住過四年。畢業於臺灣大學外文系、美國加州柏克萊大學碩士，也曾獲德國政府獎學金留學德國。後與丹麥人結婚而定居丹麥。池元蓮能流利地說普通話、廣東話、英語、丹麥語、德語。曾任丹麥政府翻譯員及丹麥外交部中文教師。池元蓮是歐洲華文作家協會會員。

## 寫作
中英雙語作家，著有中英文作品十餘種。

## 影響
《華人世界》雜誌基於池元蓮文學創作的突出性成就，2009年將她與其他十幾位美歐華裔女科學家、作家、運動家、影視界名人等一起遴選為「文化先鋒」。

## 著作
- 《歐洲另類風情——北歐五園》臺北，方智出版社出版，1997年。
- 《北歐繽紛》北京，人民文學出版社出版，2000年。
- 《丹麥之戀》（自述式長篇小說）臺北，印刻出版社，2014年。
- 《兩性風暴》，鄭州大學出版社，2005年 。
- 英文長篇小說：《A Shadow of Spring》,New York, Vantage Press,1975。
- 英文短篇小說：《The Dark Secret and Other Strange Tales》, Singapore, Asiapac, 1989.(Published under the name of Elsa Chi Karlsmark)。